# Viktor Michajlovič Afanasjev
Viktor Michajlovič Afanasjev, (rusky Афанасьёв, Виктор Михайлович, * 31. prosince 1948 Brjansk, SSSR) je bývalý sovětský vojenský letec, poté sovětský, resp. od roku 1991 ruský kosmonaut z lodí Sojuz, který ve vesmíru během čtyř letů strávil 555 dní.

## Životopis
V letech 1966–1970 absolvoval kačinskou Vysokou vojenskou školu leteckých důstojníků A. F. Mjasnikova a stal se vojenským pilotem. Potom získal další vzdělání ve Středisku vzdělání letecké techniky a přípravy letců v Akťubinsku, kde se stal pilotem zkušebním. Dalšími školami byly Moskevský letecký institut S. Ordžonikidze a Humanitární akademie Ozbrojených sil, obojí v Moskvě zakončené roku 1995. Ovšem již v přestávce studií absolvoval své první kosmické lety. Byl nejdříve adeptem pro program raketoplánu Buran, kosmonautický výcvik ukončil v roce 1988 a byl zařazen do týmu.
Oženil se s Jelenou Jakovlevnou a mají spolu syna Vjačeslava a dceru Juliji.

## Lety do vesmíru
Poprvé letěl na palubě Sojuzu TM-11 v prosinci 1990, kdy mu bylo 41 let. Stal se v pořadí 238. člověkem ve vesmíru. V lodi s ním letěl Musa Manarov a japonský novinář Tojohiro Akijama. S Manarovem utvořili 8. základní posádku na orbitální stanici Mir, kam se 4. prosince 1990 připojili. Zpočátku zde pracovali společně se členy sedmé posádky Manakovem a Strekalovem. Ti spolu s japonským novinářem 10. prosince 1990 v lodi Sojuz TM-10 odletěli na Zem. V průběhu dalších měsíců působení na stanici Afanasjev podnikl čtyři výstupy do vesmíru, vyložili Progress M-6 (nákladní loď se připojila 16. ledna 1991). V březnu 1991 posádka přeparkovala svou loď k druhému stykovacímu uzlu a 28. března 1991 se připojil Progress M-7. V květnu 1991 byli na stanici vystřídáni posádkou Sojuzu TM-12 Arcebarskij a Krikaljov, kteří přiletěli s britskou astronautkou Sharmanovou. Po týdnu společné práce celé pětice Afanasjev, Sharmanová a Manarov v Sojuzu TM-11 odletěli na Zem. Afanasjev tehdy strávil ve vesmíru 175 dní.
O tři roky později letěl na Mir znovu při misi Sojuz TM-18 jako člen 15. základní posádky. Spolu s ním z Bajkonuru odstartovali Jurij Usačov a Valerij Poljakov. Na Miru střídali dvojici Ciblijev s Serebrovem, která ve svém Sojuzu TM-17 odletěla na Zem. Nová tříčlenná posádka nejdříve přeletěla k uvolněnému stykovacímu uzlu stanice a pak pokračovala v rutinní práci obsluhy s mnoha pozorováními a experimenty. V průběhu mise nebyly prováděny výstupy do vesmíru, zato se ke stanici postupně připojily a po vyprázdnění nákladu odpojily tři lodě Progres M-11, M-22 a M-23. V červenci byli vystřídáni další základní posádkou v lodi Sojuz TM-19 kosmonauty Jurijem Malančenkem a Kazachem Talgatem Musabajevem. Afanasjev s Usačevem ve své lodi Sojuz TM-18 odletěli a bez problémů přistáli na Zemi, kdežto jejich druh Poljakov na Miru zůstal dál. Při druhé své vesmírné anabázi strávil Afanasjev ve vesmíru 182 dní.
O dalších pět let později mu bylo 50. roků, když na palubě Sojuzu TM-29 letěl v únoru 1999 na Mir potřetí. Jeho kolegy v lodi byli Haigneré z Francie a první slovenský kosmonaut major Ing. Ivan Bella. Ten pak spolu s Padalkou, členem předchozí posádky, odletěl v Sojuzu Sojuz TM-28 přes Rusko domů. Na stanici Mir zůstala několik měsíců 27. základní posádka ve složení Afanasjev, Avdějev a Haigneré. Uskutečnili řadu výstupů do vesmíru, převzali obsah postupně připojených nákladních lodí Progress M-41, M-42. Ponechali stanici Mir prázdnou bez obsluhy koncem července 1999, když ve své lodi odletěli na Zem. Pro Afanasjeva tak skončila 188 dní trvající třetí mise.
V říjnu 2001 letěl do kosmu počtvrté již jako veterán ve věku 52 let na palubě Sojuz TM-33. Jeho kolegy zde byli Kozejev a Claudie Haigneréová z Francie, cíl byl ovšem jiný, mezinárodní orbitální stanice ISS, kde v době jejich příletu pracovala Expedice 3. Ponechali jí svou loď (to byl hlavní cíl letu) a ve starší lodi Sojuz TM-32 po několika dnech na stanici se vrátili k Zemi.
- Sojuz TM-11 (2. prosince 1990 – 26. května 1991)
- Sojuz TM-18 (8. ledna 1994 – 9. července 1994)
- Sojuz TM-29 (20. února 1999 – 28. srpna 1999)
- Sojuz TM-33 (21. října 2001 – 31. října 2001)